# Rubus
Pour les articles homonymes, voir ronce.
Ronce
Genre
Rubus L. (Les Ronces) est un genre de plantes à fleurs de la famille des Rosacées, qui comprend des plantes ligneuses appelées « ronce », mais aussi framboisier, plaquebière ou parfois mûre dans le langage usuel, à ne pas confondre avec les mûriers (Morus). Ces plantes épineuses sont assez communes dans l'hémisphère nord, mais la détermination des espèces est difficile et varie notablement selon les auteurs, certains en comptant plus de mille. Il existe en outre de nombreux hybrides.
Les ronces produisent des mûres, appréciées en confiserie et en pâtisserie, ce qui justifie la mise en culture de certaines espèces et la production de cultivars qui s'est ensuivie. Une plantation de ronces est appelée une ronceraie.

## Étymologie
Le nom vernaculaire « ronce » vient du latin rumex, rumicis qui signifie « dard » (allusion à la présence d'aiguillons, et non d'épines, sur les rameaux). C'est l'un des noms, dans cette langue, de la ronce commune. Le nom scientifique Rubus provient du latin ruber, « rouge », pour la couleur des fruits (voire de leur jus) ou des feuilles à l'automne de certaines espèces, tels les framboisiers.

## Description

### Appareil végétatif
Les ronces sont généralement des arbrisseaux à port sarmenteux à souche vivace ligneuse, portant des aiguillons crochus ou des acicules droits. Le manteau d’aiguillons plus ou moins dense sur les rameaux joue deux rôles principaux : la protection et la conquête de l’espace. Le pied de la ronce produit des turions donnant des tiges bisannuelles lignifiées, dressées ou retombantes. Ils forment des fourrés appelés « ronciers » où peuvent s'entremêler plusieurs sous-espèces locales et hybrides naturels qui sont l'affaire de spécialistes, les « rubologues ».

Les ronces sont volontiers classées parmi les mauvaises herbes ou adventices.
Les feuilles composées imparipennées ont 3, 5 ou 7 folioles grossièrement dentées et des stipules sont soudées à leurs pétioles. Leur face supérieure est d'un vert soutenu, leur face inférieure blanchâtre (à l'exception de Rubus caesius qui est verte) avec de forts aiguillons sous la nervure principale.
Lorsque la tige est herbacée (ronce des rochers), la plante se propage par stolons. Lorsqu'elle est ligneuse, sa multiplication végétative est assurée par des drageons. Il est plus exact de parler de tiges radicantes car les rameaux rampants des ronces qui s'enracinent de place en place, ne se séparent pas de la plante mère, contrairement aux stolons et drageons.

### Appareil reproducteur
L'inflorescence est isolée ou en cyme racémiforme. Leurs fleurs, caractéristiques des Rosaceae, sont blanches, roses ou rouges. Les espèces sont hermaphrodites, à l'exception de Rubus chamaemorus dioïque. Elles ont 5 pétales, 5 sépales et de nombreuses étamines.
La fructification se produit généralement sur les rameaux de deux ans. Les fruits, charnus, composés, formés de l'agglomération de petites drupes (drupéoles plus ou moins concrescentes qui correspondent aux carpelles d'un fruit charnu apocarpe et contiennent un noyau) sur un réceptacle floral parenchymateux prolongé et formant un gynophore. Ils sont comestibles et appelés « mûres » ou « mûrons » à cause de leur ressemblance avec le fruit du mûrier. Les fruits les plus parfumés sont obtenus en sol sec et caillouteux et sont généralement issus des variétés épineuses.

### Multiplication
La multiplication de la ronce peut se faire par semis, stolons, marcottage, drageons et bouturage.
Les mûres sont appréciées de nombreux oiseaux comme la grive, le merle noir, ou encore la fauvette à tête noire mais surtout du renard roux : il en est si friand qu’il en fait une grande consommation et contribue ainsi à propager l'espèce. Les capacités germinatives des graines de mûres sont relativement faibles : autour de 20 % de réussite en temps ordinaire. Cependant, si les graines passent dans l’intestin du renard, elles se trouvent ainsi dopées et alors 35 % d’entre elles donneront naissance à des plantules de ronce.

## Utilisation
Leur importance économique est assez limitée, à l'exception du framboisier (Rubus idaeus) et moindrement du mûrier sauvage ou ronce commune, qui appartiennent aussi à ce genre et sont appréciés pour leurs fruits (frais ou en confiture ou jus).
On appelle « ronce artificielle » les fils de fer barbelés utilisés pour faire des clôtures difficilement franchissables.

### Plante pionnière
Comme plante pionnière qui s'accomode de sols appauvris ou bien très riches en azote, la ronce peut jouer un rôle de serre de germination pour le chêne ou le hêtre. Ses racines préparent le sol et la décomposition de ses feuilles fournit un humus riche en rééquilibrant le sol. Elle accueille de nombreux oiseaux et petits mammifères, pour lesquels elle fournit habitat et ressource alimentaire. Elle est utile pour les pollinisateurs en raison de sa longue floraison.

### Production
La production de fruits peut être importante : jusqu’à 20 tonnes à l’hectare dans les conditions idéales de culture[réf. souhaitée].

## Ennemis
Les chenilles de papillons de nuit (hétérocères) suivants (classés par famille) se nourrissent de ronce :
- Batis Thyatira batis (Drepanidae)[8],
- Râtissée Abrosyne pyritoïdes,
- Petite épine Cilix glaucata,
- zeuzère du poirier (Cossidae),
- phalène de la ronce (Geometridae),
- Bombyx de la ronce Macrothylacia Rubi (Lasiocampidae)[8],
- Bombyx du chêne ou Minime à bandes jaunes Lasiocampa Querqus,
- Bombyx de l’Aubépine Trichiura crataegi,
- Bombyx du Trèfle Pachygastria trifolii,
- herminie des ronces (Noctuidae).

## Liste des espèces

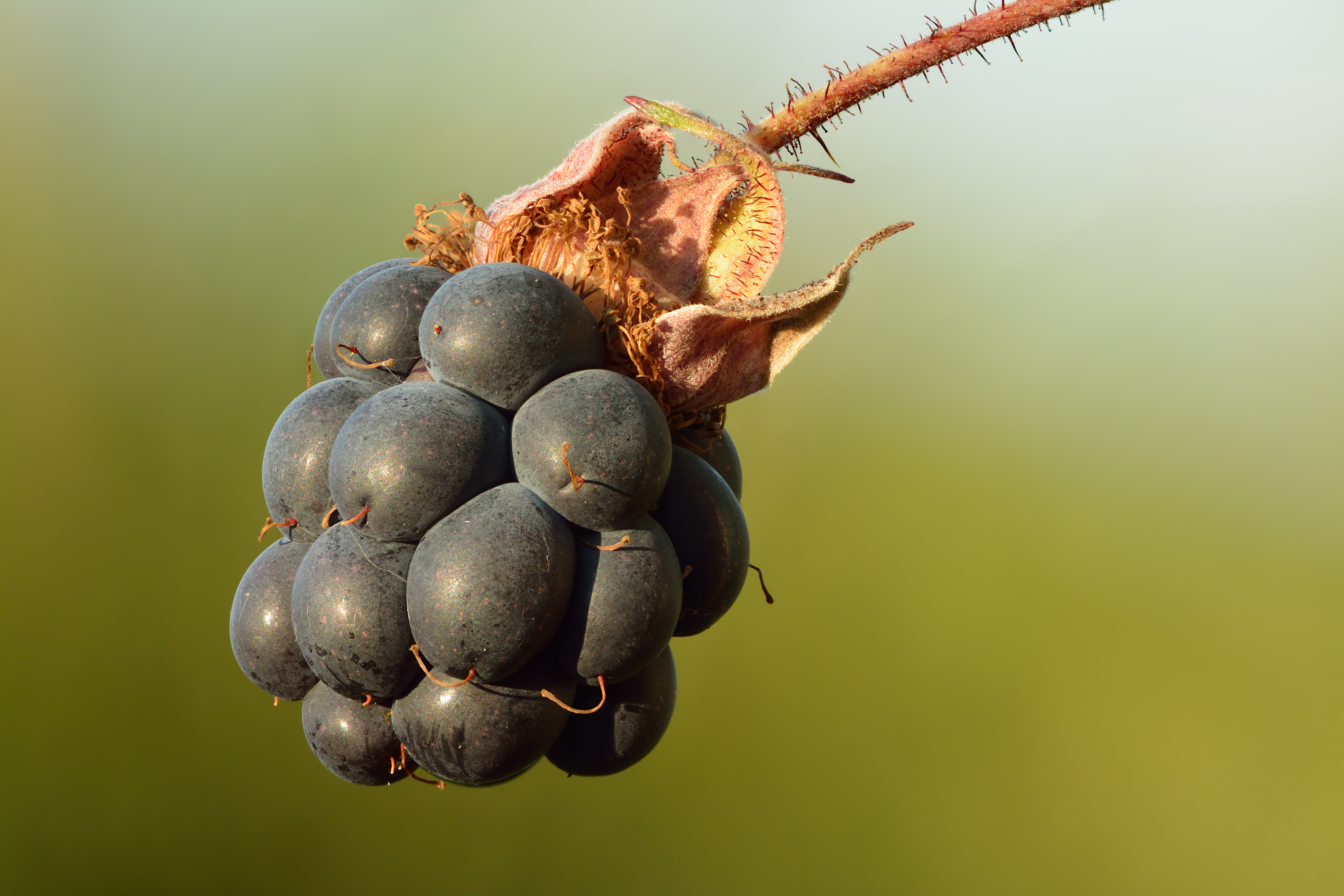
Rubus caesius

On peut citer 9 espèces indigènes courantes en Europe :
- le framboisier (Rubus idaeus),
- la ronce commune (Rubus fruticosus),
- la ronce bleue (Rubus caesius),
- la ronce des rochers (Rubus saxatilis),
- la ronce naine ou des tourbières (Rubus chamaemorus),
- la ronce arctique (Rubus arcticus),
- la ronce hérissée (Rubus hirtus),
- la ronce à feuilles d’orme (Rubus ulmifolius),
- la ronce tomenteuse (Rubus canescens) synonyme : (Rubus tomentosus).

## Classification systématique
L'étude taxonomique des taxons rattachés au genre Rubus est une spécialité nommée "batologie" (du grec βάτος / bátos, la ronce).
Le genre Rubus compte 13 sous-genres. Le sous-genre Rubus est lui-même subdivisé en 12 sections. On peut également citer 2 notho-sous-genres, c'est-à-dire des sous-genres hybrides.[réf. nécessaire]

### Sous-genreAnoplobatus
- Rubus odoratus
- Rubus koehleri
- Rubus parviflorus
- Rubus aliceae
- Rubus aboriginum
- Rubus deliciosus
- Rubus neomexicanus

### Sous-genreChamaebatus
- Rubus hayata-koidzumii
- Rubus calycinus
- Rubus nivalis
- Rubus pectinellus

### Sous-genreChamaemorus
- Rubus chamaemorus — ronce des tourbières
- Rubus pseudochamaemorus

### Sous-genreComaropsis
- Rubus geoides

### Sous-genreCyclactis
- Rubus arcticus
- Rubus saxatilis
- Rubus fockeanus
- Rubus humulifolius
- Rubus lasiococcus
- Rubus pedatus
- Rubus xanthocarpus

### Notho-sous-genreCylobatus
- Rubus ×binatus

### Sous-genreDalibardastrum
- Rubus amphidasys
- Rubus nepalensis
- Rubus tricolor
- Rubus tsangiorum

### Sous-genreDiemenicus
- Rubus gunnianus

### Sous-genreEubatus
- Rubus allegheniensis
- Rubus fruticosus

### Sous-genreIdaeobatus

Rubus idaeus (framboisier), Rubus phoenicolasius et Rubus spectabilis
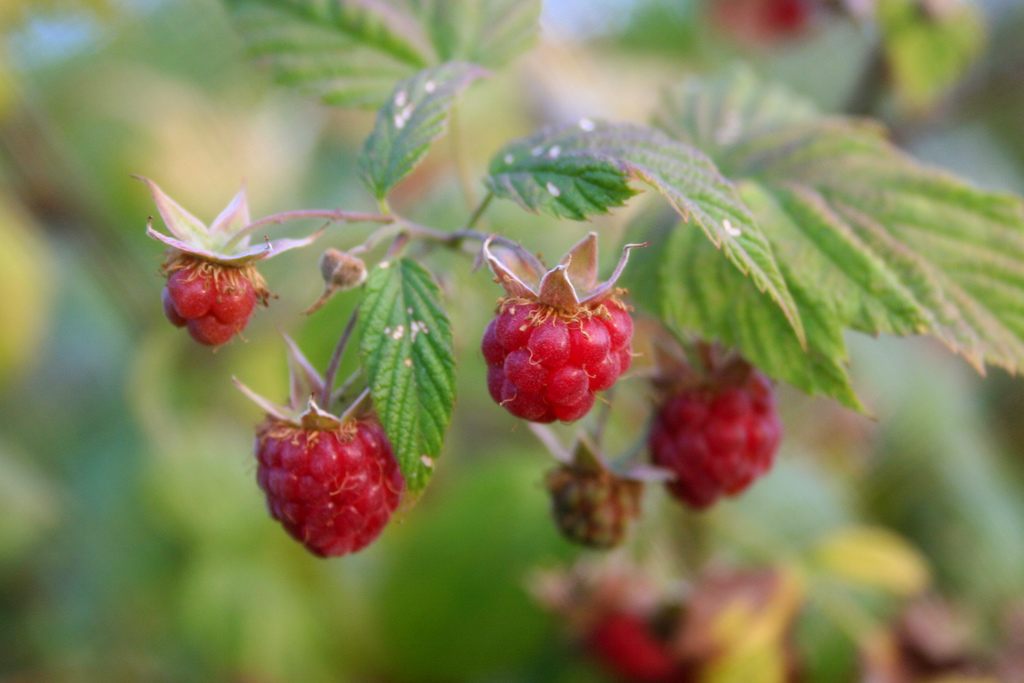
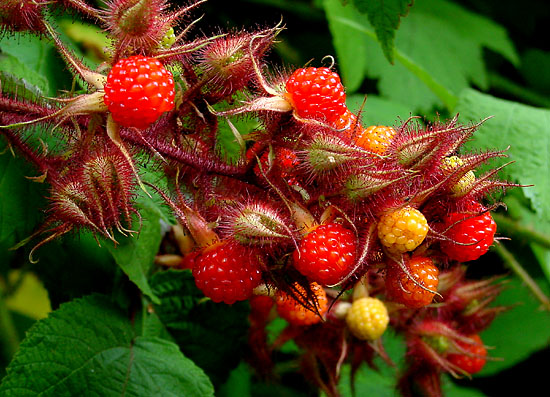
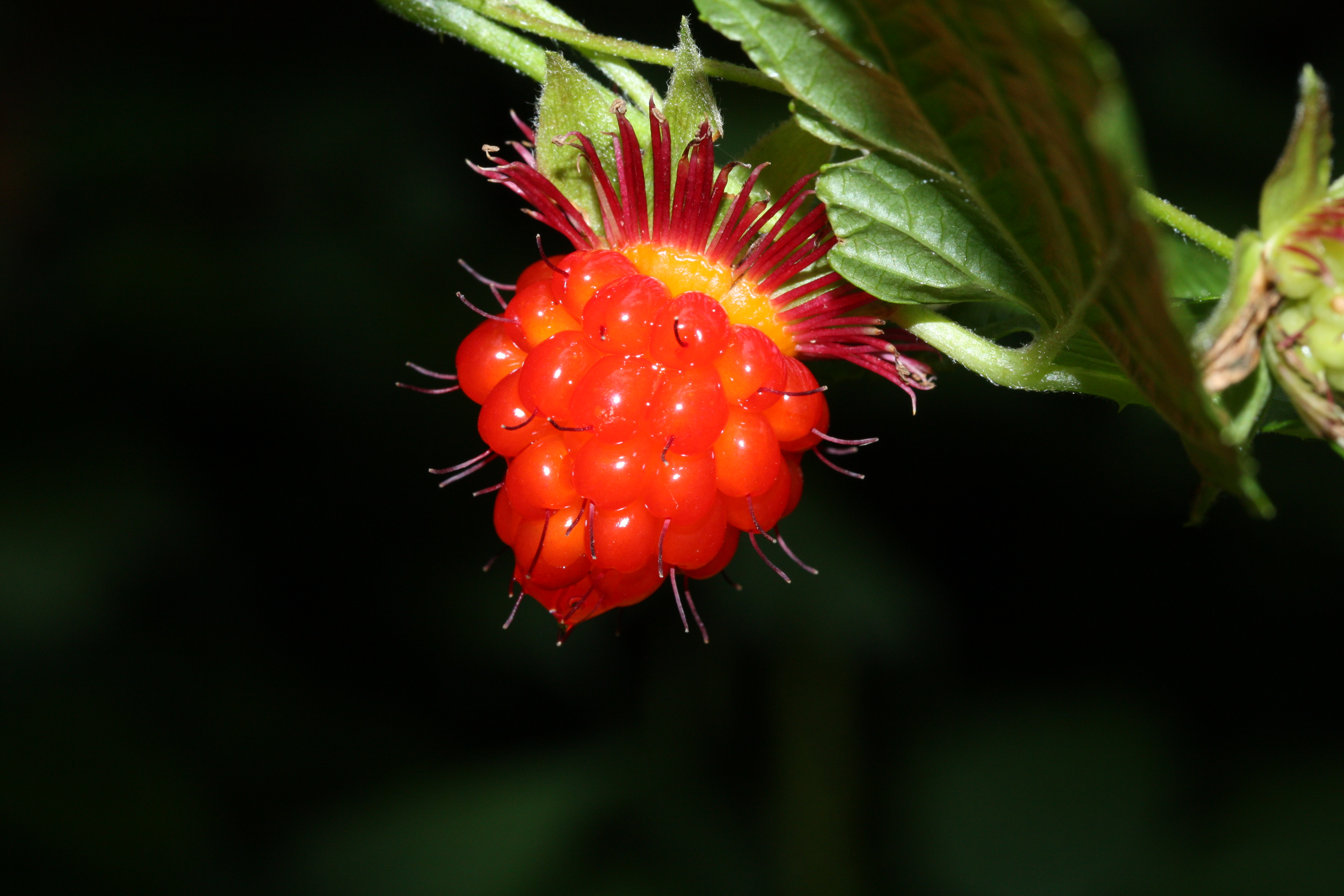

- Rubus idaeus — Framboisier rouge
- Rubus illecebrosus
- Rubus phoenicolasius
- Rubus spectabilis
- Rubus acuminatissimus
- Rubus adenophorus
- Rubus alexeterius
- Rubus alpestris
- Rubus amabilis
- Rubus apetalus
- Rubus archboldianus
- Rubus aurantiacus
- Rubus biflorus
- Rubus chingii
- Rubus cockburnianus
- Rubus columellaris
- Rubus copelandii
- Rubus corchorifolius
- Rubus coreanus
- Rubus crataegifolius
- Rubus croceacanthus
- Rubus ellipticus
- Rubus eustephanos
- Rubus flosculosus
- Rubus fraxinifolius
- Rubus glabricarpus
- Rubus grayanus
- Rubus hawaiensis
- Rubus hirsutus
- Rubus hoffmeisterianus
- Rubus hypargyrus
- Rubus innominatus
- Rubus inopertus
- Rubus irritans
- Rubus komarovii
- Rubus lasiostylus
- Rubus leucodermis
- Rubus ludwigii
- Rubus lutescens
- Rubus macilentus
- Rubus macraei
- Rubus mesogaeus
- Rubus microphyllus
- Rubus minusculus
- Rubus niveus
- Rubus palmatus
- Rubus parvifolius
- Rubus peltatus
- Rubus pentagonus
- Rubus pileatus
- Rubus pinfaensis
- Rubus pinnatus
- Rubus probus
- Rubus pungens
- Rubus racemosus
- Rubus rigidus
- Rubus rosifolius
- Rubus sachalinensis
- Rubus simplex
- Rubus stans
- Rubus strigosus
- Rubus suavissimus
- Rubus subornatus
- Rubus sumatranus
- Rubus teledapos
- Rubus thibetanus
- Rubus trianthus
- Rubus trifidus
- Rubus vernus

### Notho-sous-genreIdaeorubus
- Rubus ×loganobaccus — Mûre de Logan

### Sous-genreLampobatus
- Rubus turquinensis
- Rubus trichomallus
- Rubus shankii
- Rubus sapidus
- Rubus roseus
- Rubus peruvianus
- Rubus nubigenus
- Rubus megalococcus
- Rubus macvaughianus
- Rubus irasuensis
- Rubus imperialis
- Rubus hondurensis
- Rubus glaucus
- Rubus glabratus
- Rubus gachetensis
- Rubus florulentus
- Rubus fagifolius
- Rubus eriocarpus
- Rubus eggersii
- Rubus costaricanus
- Rubus coriaceus
- Rubus acanthophyllos
- Rubus choachiensis
- Rubus bullatus
- Rubus briareus
- Rubus bogotensis
- Rubus betonicifolius
- Rubus adenothallus

### Sous-genreMalachobatus
- Rubus acuminatus
- Rubus alceifolius — Vigne marronne
- Rubus assamensis
- Rubus bambusarum
- Rubus buergeri
- Rubus chroosepalus
- Rubus chrysophyllus
- Rubus elongatus
- Rubus fairholmianus
- Rubus flagelliflorus
- Rubus fockei
- Rubus formosensis
- Rubus gardnerianus
- Rubus glomeratus
- Rubus henryi
- Rubus hunanensis
- Rubus ichangensis
- Rubus irenaeus
- Rubus kawakamii
- Rubus lambertianus
- Rubus lineatus
- Rubus moluccanus
- Rubus multibracteatus
- Rubus paniculatus
- Rubus parkeri
- Rubus pseudosieboldii
- Rubus pyrifolius
- Rubus rolfei
- Rubus rugosus
- Rubus setchuenensis
- Rubus sieboldii
- Rubus splendidissimus
- Rubus swinhoei
- Rubus tephrodes
- Rubus tiliaceus
- Rubus wardii
- Rubus xanthoneurus

### Sous-genreMicranthobatus
- Rubus australis
- Rubus cissoides
- Rubus parvus
- Rubus schmidelioides
- Rubus squarrosus

### Sous-genreOrobatus
- Rubus loxensis

### Sous-genreRubus

#### SectionAllegheniensis
- Rubus allegheniensis
- Rubus alumnus
- Rubus pennus

#### SectionArguti
- Rubus abactus
- Rubus andrewsianus
- Rubus argutus
- Rubus frondosus
- Rubus orarius
- Rubus ostryifolius
- Rubus pensilvanicus
- Rubus recurvans

#### SectionCaesii
- Rubus caesius

#### SectionCanadenses
- Rubus canadensis
- Rubus kennedyanus

#### SectionCorylifolii
- Rubus adenoleucus
- Rubus aureolus
- Rubus babingtonianus
- Rubus britannicus
- Rubus calotemnus
- Rubus camptostachys
- Rubus conjungens
- Rubus cyclomorphus
- Rubus dissimulans
- Rubus dumetorum
- Rubus eluxatus
- Rubus fabrimontanus
- Rubus fioniae
- Rubus gothicus
- Rubus lamprocaulos
- Rubus mortensenii
- Rubus nemorosus
- Rubus seebergensis
- Rubus tuberculatus
- Rubus wahlbergii

#### SectionCuneifolii
- Rubus cuneifolius

#### SectionFlagellares
- Rubus arundelanus
- Rubus biformispinus
- Rubus deamii
- Rubus enslenii
- Rubus flagellaris

#### SectionHispidi
- Rubus hispidus

#### SectionRubus
Soit la section Rubus fruticosus agg. (Ronce commune) :
- Rubus acheruntinus
- Rubus adornatus
- Rubus adspersus
- Rubus ahenifolius
- Rubus alterniflorus
- Rubus ammobius
- Rubus amplificatus
- Rubus anglocandicans
- Rubus angustifrons
- Rubus arrhenii
- Rubus atrichantherus
- Rubus atrovirens
- Rubus axillaris
- Rubus bakerianus
- Rubus bavaricus
- Rubus bayeri
- Rubus bertramii
- Rubus bifrons
- Rubus bloxamianus
- Rubus bloxamii
- Rubus bollei
- Rubus boraeanus
- Rubus braeuckeri
- Rubus bregutiensis
- Rubus calvatus
- Rubus canescens synonyme : Rubus tomentosus
- Rubus cardiophyllus
- Rubus caucasicus
- Rubus chloocladus
- Rubus chlorothyrsos
- Rubus chrysoxylon
- Rubus cimbricus
- Rubus cissburiensis
- Rubus clusii
- Rubus colemannii
- Rubus concolor
- Rubus conothyrsoides
- Rubus cordifolius
- Rubus cyri
- Rubus dasyphyllus
- Rubus discolor
- Rubus divaricatus
- Rubus diversus
- Rubus drejeri
- Rubus dumnoniensis
- Rubus echinatoides
- Rubus echinatus
- Rubus egregius
- Rubus errabundus
- Rubus erythrops
- Rubus fissus
- Rubus foliosus
- Rubus formidabilis
- Rubus furvicolor
- Rubus fuscoater
- Rubus fuscus
- Rubus gelertii
- Rubus georgicus
- Rubus glandithyrsos
- Rubus glanduliger
- Rubus glandulosus
- Rubus godronii
- Rubus grabowskii
- Rubus gratus
- Rubus gremlii
- Rubus hartmanii
- Rubus hirtus
- Rubus hylophilus
- Rubus inermis
- Rubus infestus
- Rubus insularis
- Rubus laciniatus
- Rubus lamprophyllus
- Rubus lejeunei (syn : Rubus promachonicus)
- Rubus lespinassei
- Rubus leucostachys
- Rubus lindebergii
- Rubus lindleianus
- Rubus linkianus
- Rubus macrophyllus
- Rubus macrostemon
- Rubus micans
- Rubus miszczenkoi
- Rubus montanus
- Rubus moschus
- Rubus mucronulatus
- Rubus muelleri
- Rubus nessensis
- Rubus nitidioides
- Rubus pedatifolius
- Rubus pedemontanus
- Rubus pergratiosus
- Rubus piceetorum
- Rubus plicatus
- Rubus polyanthemus
- Rubus praecox
- Rubus pyramidalis
- Rubus radula
- Rubus rhamnifolius
- Rubus rhombifolius
- Rubus rosaceus
- Rubus rubritinctus
- Rubus rudis
- Rubus rufescens
- Rubus sanctus
- Rubus scheutzii
- Rubus schlechtendalii
- Rubus schleicheri
- Rubus senticosus
- Rubus separinus
- Rubus septentrionalis
- Rubus slesvicensis
- Rubus sprengelii
- Rubus sulcatus
- Rubus thyrsiflorus
- Rubus ulmifolius
- Rubus vestitus
- Rubus vigorosus
- Rubus vulgaris

#### SectionSetosi
- Rubus glandicaulis
- Rubus missouricus
- Rubus notatus
- Rubus semisetosus
- Rubus setosus
- Rubus stipulatus
- Rubus vermontanus

#### SectionUrsini
- Rubus ursinus

#### SectionVerotriviales
- Rubus lucidus
- Rubus riograndis
- Rubus trivialis